# Староалександровка (Тюменская область)
Староалександровка (сибирскотат. 
Серән) — село в Ярковском районе Тюменской области. Входит в Староалександровское сельское поселение.

## География
Расположено на правом берегу Тобола и левом берегу Юрги вблизи места их слияния. Находится в 32 км к югу от Ярково, в 65 км к северо-востоку от Ялуторовска и в 80 км к востоку от Тюмени.
По окраине села проходит автодорога, ведущая на север в Ярково и в Тобольск, и на юг — в Ялуторовск (Курган, Шадринск). По мосту вблизи села на левый берег Тобола отходит дорога в село Чечкино. Железных дорог нет.

## Население
| 2010 |
| ---- |
| 471  |

Национальный состав: русские — 53 %, коми — 29 %, татары — 15 %.
Староалександровка является одним из крупнейших сёл компактного проживания коми в Нижнем Притоболье.

## История
Коми-зырянское население Западной Сибири ведет происхождение от переселенцев из Коми края, начало миграции которых относится к первой трети XIX века. По преданиям, сначала в Сибирь на сезонные заработки отправлялись мастеровые коми с Усть-Сысольского уезда. Затем для обоснования постоянных поселений переехало несколько коми семей. Уехавшие передавали, что в Сибири живут хорошо, места хватает, урожай хороший родится. В последующем в Сибирь переезжали целыми кланами — обычно объединялись несколько братьев с семьями.
Согласно местной легенде, село было основано в 1841 году Самсоном Кирушевым, приехавшим в эти места из Коми края вместе с семьёй. Их приезд вызвал негативную реакцию татар — жителей соседней деревни Чечкино, которые запретили им строиться на этом месте. Тогда Кирушевы отправились в Москву и получили от царя разрешение для постройки. Затем основали деревню и назвали её в честь сына царя — вероятно Александра II.
Хозяйство переселенцев было связано в основном с земледелием и животноводством. Пашни и покосы до образования колхозов были у каждого свои, и это закреплялось в названии этих угодий по именам владельцев. Основными зерновыми культурами были пшеница, рожь, ячмень, овёс. Занимались также скотоводством: держали коров, овец, лошадей, свиней, птиц — кур, уток, гусей, индюков. Наряду с хлебопашеством, у переселенцев-коми были развиты и лесные промыслы: заготовка дров для пароходов и пиломатериалов, смолокурение. Большое количество озёр способствовали развитию рыболовства.
Фамильный состав переселенцев-жителей села 1844—1845 годов отчасти сохраняется у коренных жителей современной Староалександровки: Булышевы, Ветошкины, Игнатовы, Кармановы, Кононовы, Кирушевы (Киришевы), Кутькины, Лузиковы, Мишарины, Никулины, Подласовы, Распутины, Териковы, Уляшевы.